# Поппенріхт
Поппенріхт (нім. Poppenricht) — громада в Німеччині, розташована в землі Баварія. Підпорядковується адміністративному округу Верхній Пфальц. Входить до складу району Амберг-Зульцбах.
Площа — 11,58 км2. Населення становить 3381 ос. (станом на 31 грудня 2020).